# Beaglichthys larsonae
Beaglichthys larsonae är en fiskart som beskrevs av Werner Schwarzhans och Møller 2007. Beaglichthys larsonae ingår i släktet Beaglichthys och familjen Bythitidae. Inga underarter finns listade.